# 奥特地区帕鲁瓦
奥特地区帕鲁瓦（法語：Paroy-en-Othe，法語發音：[paʁwa ɑ̃.n‿ɔt]）是法国勃艮第-弗朗什-孔泰大区约讷省的一个市镇，属于欧塞尔区。

## 地理
奥特地区帕鲁瓦（48°2'7"N, 3°34'11"E）面积5.32 平方千米，位于法国勃艮第-弗朗什-孔泰大區约讷省，该省份为法国中北部内陆省份，西接卢瓦雷省，西北接塞纳-马恩省，南至涅夫勒省，东临科多尔省，东北与奥布省接壤。
与奥特地区帕鲁瓦接壤的市镇（或旧市镇、城区）包括：贝勒绍姆、阿尔芒松河畔布列农、埃农。

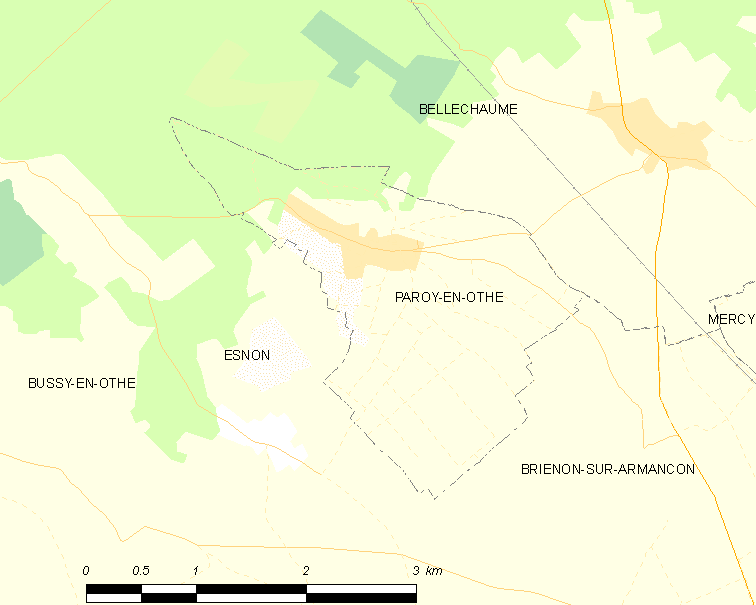
奥特地区帕鲁瓦的OSM定位图

奥特地区帕鲁瓦的时区为UTC+01:00、UTC+02:00（夏令时）。

## 行政
奥特地区帕鲁瓦的邮政编码为89210，INSEE市镇编码为89288。

## 政治
奥特地区帕鲁瓦所属的省级选区为阿尔芒松河畔布列农县。

## 人口

1962-2008年间奥特地区帕鲁瓦人口变化图示

奥特地区帕鲁瓦于2022年1月1日时的人口数量为154人。